# John Leslie Howard Keep
John Leslie Howard Keep (* 21. Januar 1926; † 28. Dezember 2022) war ein britisch-kanadischer Historiker.

## Leben
Nach der Militärzeit studierte Keep von 1947 bis 1953 an der School of Slavonic and East European Studies der Universität London. Er wurde 1953 promoviert, seine Doktorarbeit erschien jedoch erst zehn Jahre später im Druck.
Keep arbeitete als Assistant Lecturer in Modern Russian History an der Universität London sowie an der Freien Universität Berlin, in New York und in Seattle. 1970 wurde er als Professor für Russische Geschichte an die Universität Toronto berufen, wo er bis 1988 lehrte, bevor er in die Schweiz zog.
Keep veröffentlichte zahlreiche Monografien zu verschiedenen Aspekten der russischen Geschichte sowie Überblickswerke. Er veröffentlichte daneben rund 70 Aufsätze.

## Veröffentlichungen (Auswahl)
- The rise of social democracy in Russia. Oxford University Press, Oxford 1963.
- The achievements of the Russian Revolution. Chester Springs, Pa. 1967.
- The Russian Revolution. A Study in Mass Mobilization. Norton, New York 1976, ISBN 0-297-77210-4.
- Soldiers of the Tsar. Army and Society in Russia 1462–1874. Clarendon Press. Oxford 1985, ISBN 0-19-822575-X.
- Last of the Empires. A History of the Soviet Union, 1945–1991. Oxford University Press 1995, ISBN 0-19-219255-8 (Neuauflage 2002).
- Power and the People. Essays on Russian History. East European Monographs, Boulder 1995 (East European monographs; 415). ISBN 0-88033-312-X.
- mit Lionel Kochan: The Making of Modern Russia. From Kiev Rus' to the Collapse of the Soviet Union. 3rd ed.. Penguin books, London 1997, ISBN 0-14-015715-8.
- mit Alter Litvin: Stalinism. Russian and Western Views at the Turn of the Millenium. Routledge, London u. a. 2005, ISBN 0-415-35108-1.